# Paramimistena immaculicollis
Paramimistena immaculicollis là một loài bọ cánh cứng trong họ Cerambycidae.